# Єртай
Єрта́й (каз. Ертай) — село у складі Жуалинського району Жамбильської області Казахстану. Входить до складу Боралдайського сільського округу.
До 2008 року село називалося Кенес.
Населення — 764 особи (2021; 723 у 2009, 681 у 1999, 698 у 1989).